# Atholus duodecimstriatus
Atholus duodecimstriatus är en skalbaggsart som först beskrevs av Franz Paula von Schrank 1781.  Atholus duodecimstriatus ingår i släktet Atholus och familjen stumpbaggar. Arten är reproducerande i Sverige.

## Underarter
Arten delas in i följande underarter:
- A. d. quatuordecimstriatus
- A. d. duodecimstriatus